# AO Koropi
AO Koropi lub Koropi FC (grecki: ΑΟ Κορωπί) jest piłkarskim klubem z Koropi, Grecja. Został założony w 1903. Drużyna gra na Antonis Priftis Stadium. Zespół nigdy nie wywalczył mistrzostwa kraju.
W latach 1969 do 1977 występował w najwyższej klasie rozgrywkowej.
Aktualnie prezesem klubu jest Vangelis Tsevas, natomiast trenerem Stathis Stathopoulos. W klubie na pozycji pomocnika grał także polski piłkarz Piotr Jacek.
Klub występuje w grupie południowej rozgrywek Gamma Ethniki – III lidze greckiej.